# Lehtisaari (ö i Finland, Nyland, Helsingfors, lat 60,35, long 23,88)
Lehtisaari är en ö i Finland. Den ligger i sjön Kirmusjärvi och i kommunen Lojo i den ekonomiska regionen  Helsingfors  och landskapet Nyland, i den södra delen av landet, 60 km väster om huvudstaden Helsingfors. Öns area är 1 hektar och dess största längd är 160 meter i nord-sydlig riktning.